# 黄沙镇 (宜宾市)
黄沙镇，是中华人民共和国四川省宜宾市南溪区下辖的一个乡镇级行政单位。

## 行政区划
黄沙镇下辖以下地区：
黄沙社区、大桥村、双燕村、石桥村、三台村、宜南村、清水村、田兴村、龙口村和方山村。